# Nepaloserica muelleri
Nepaloserica muelleri är en skalbaggsart som beskrevs av Ahrens och Guido Sabatinelli 1996. Nepaloserica muelleri ingår i släktet Nepaloserica och familjen Melolonthidae. Utöver nominatformen finns också underarten N. m. tuberculata.